# Утрильо, Микел

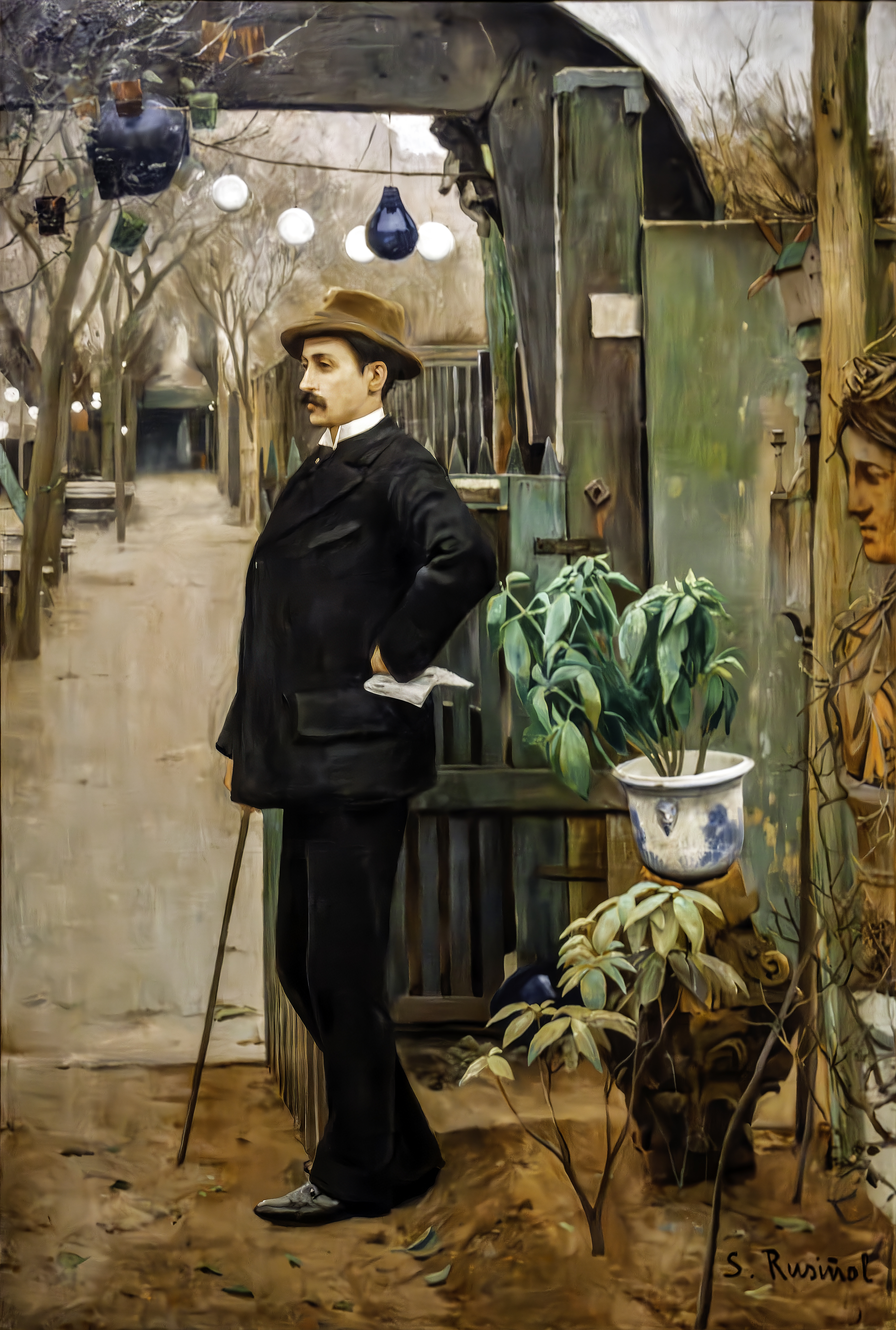
Микел Утрильо в Мулен-де-ла-Галетт, картина работы Сантьяго Рузиньола, 1890-е годы

Микел Утрильо-и-Морлиус (кат. Miquel Utrillo i Morlius, 16 февраля 1862, Барселона — 20 января 1934, Сиджес) — каталонский художник, инженер, график, художественный критик, дизайнер, иллюстратор и писатель. Один из ярких представителей стиля каталонский модерн, также один из организаторов Всемирной выставки в Барселоне в 1929 году, участвовал в создании «испанской деревни» в Барселоне на горе Монтжуик.

## Жизнь и творчество
Родился в семье адвоката. В 1867 году, в связи с политическим кризисом в Испании, семья переезжает во Францию, где получает среднее образование и живёт до середины 1880-х годов. Учился в университетах Авиньона и Барселоны. Во время вторичной эмиграции семьи художник живёт в Париже, вращается там в богемных кругах Монмартра. Между 1884 и 1886 годами посещает Бельгию и Германию. После возвращения в Барселону в 1885 становится членом Общества живописцев Каталонии, знакомится с художником Сантьяго Рузиньолем, а через него - с Рамоном Касасом, Энриком Кларазо и Рамоном Канудасом. В 1887 году посещает Париж, здесь он вновь сближается с художницей 
Сюзан Валандон, которая, видимо, ранее от него родила сына, в будущем также живописца Мориса Утрильо (1883-1955). В 1891 году Микел усыновляет мальчика.
В 1893 году Утрильо в компании некоторых других каталонцев, из Парижа приезжает в Чикаго. Здесь он интересуется китайским театром теней. Возвращается в 18995 году в Париж, а оттуда приезжает в Барселону. В родном городе художник принимает активное участие в культурной жизни, в первую очередь бывшего в это время на подъёме стиля «каталонский модерн», становится завсегдатаем популярного среди модернистов культового кафе «У четырёх котов», сотрудничает с рядом барселонских литературно-художественных журналов, стоящих на платформе модернизма. В 1897 году принимает участие в создании Кварта-Феста в стиле «модерн» городке Сиджес. При финансовой помощи единомышленников в 1904 году Утрильо открывает свой собственный журнал «Формы» (1904-1907), где одним из первых обращает внимание ценителей искусства на произведения молодого Пабло Пикассо. В 1909 году при помощи американского миллионера и коллекционера Чарльза Диринга, Утрильо перестраивает здание старой больницы в Сиджесе в художественный музей (дворец Маризель, открыт в 1910 году). После разрыва отношений с Дирингом в 1921 он оставляет здание Маризель городским властям.
В 1912 году художник вступает в брак с уроженкой Сиджеса, Лолой Видаль и Рибо, в этом браке родились двое сыновей - Мигель и Хуан. С этого времени Сиджес становится постоянной резиденцией Утрильо. В 1921 году художник становится членом руководящего органа Совета Музеев Каталонии. Был консультантом ряда художественных выставок в каталонии в период с 1925 по 1929 год. В 1929 году был одним из руководителей - наряду с архитекторами Франсиско Фольгуэра и Рамоном Ревентосом, а также художником Ксавьером Ногуэсом - строительства так называемой «Испанской деревни» на горе Монтжуик в Барселоне, для Всемирной Выставки. В 1909-1919 годах возглавлял издание художественной энциклопедии Espasa (Enciclopedia Espasa). Последние годы своей жизни провёл в Сиджесе.
Мигель Утрильо был кавалером Ордена Почётного легиона, членом Французской академии и почётным членом Национального географического общества, США.

## Галерея

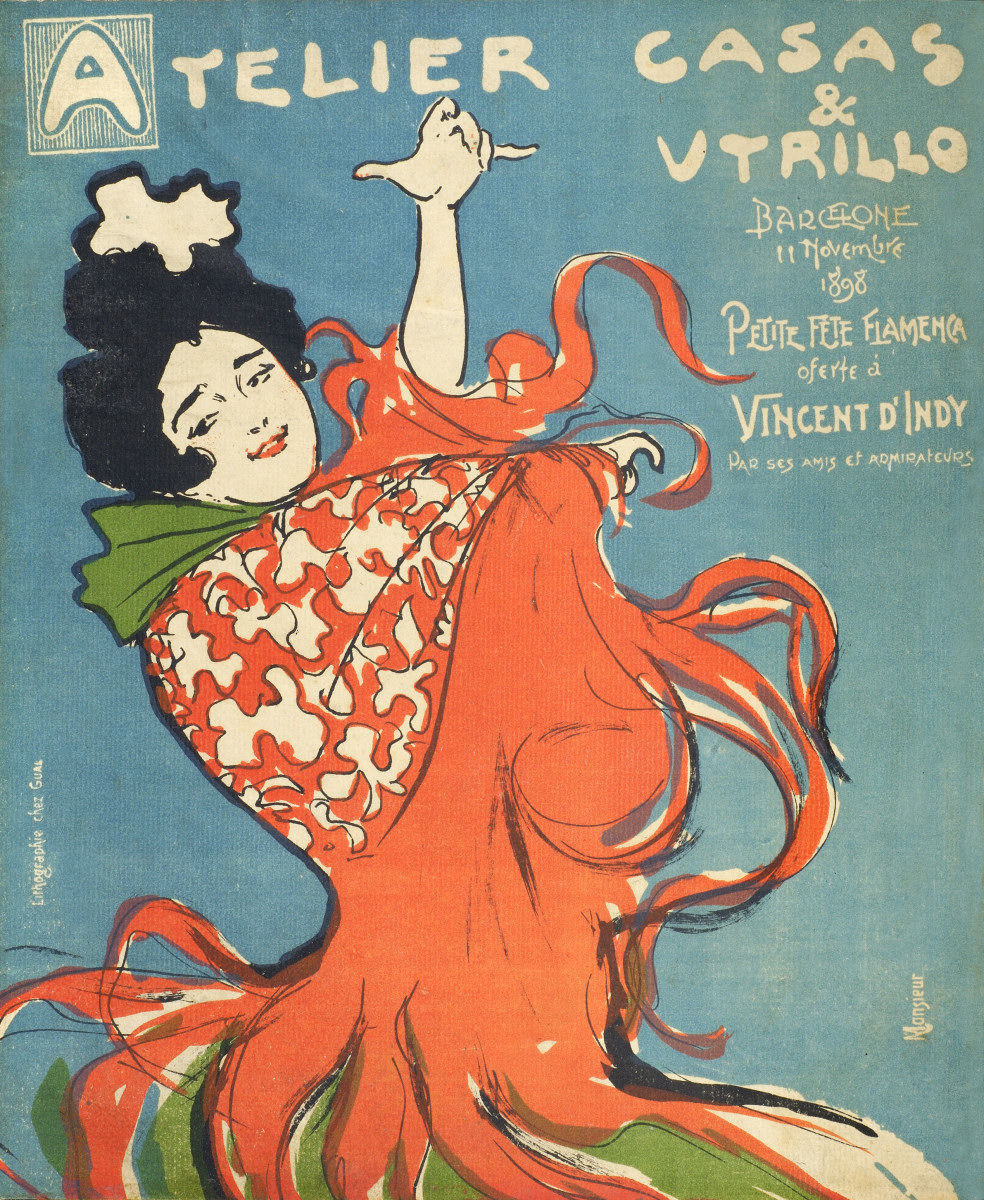
«Маленький праздник фламенко», офорт из мастерской Касаса и Утрильо
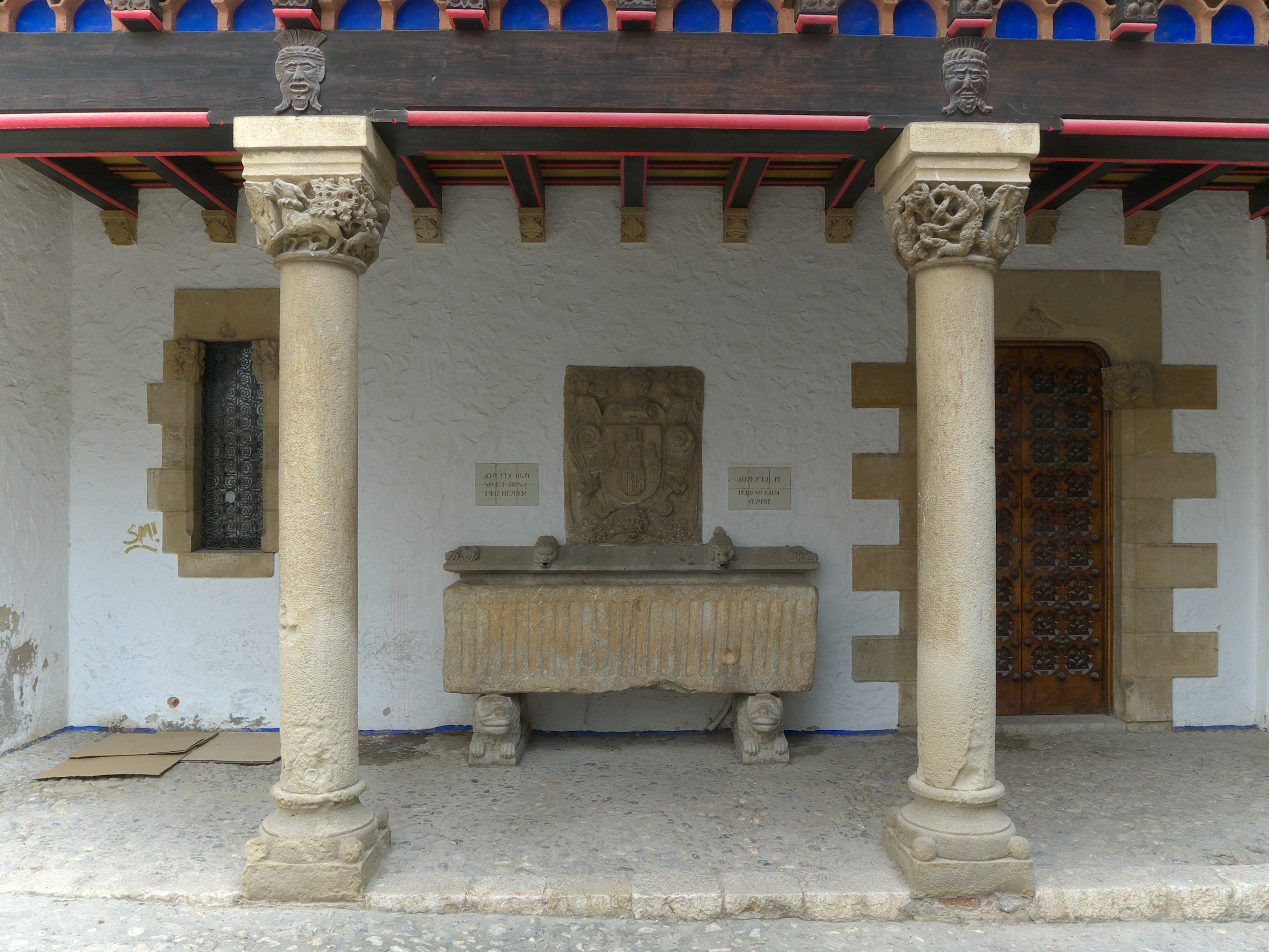
Дворец Маризель в Сиджесе, экстерьер
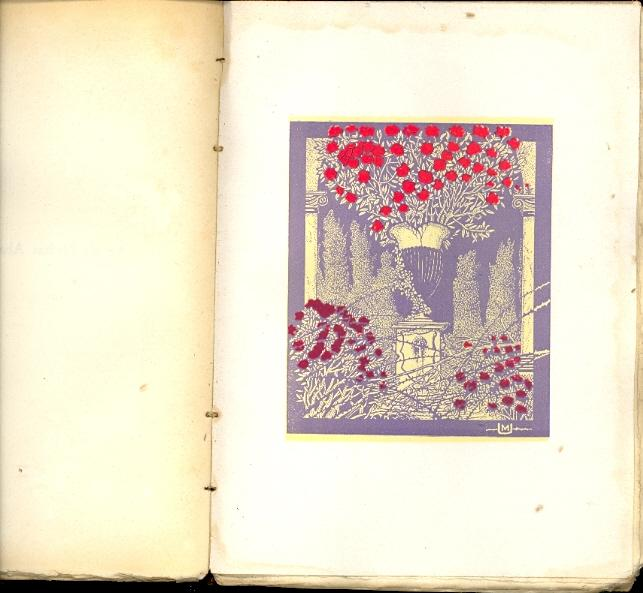
Книжные иллюстрации работы М.Утрильо
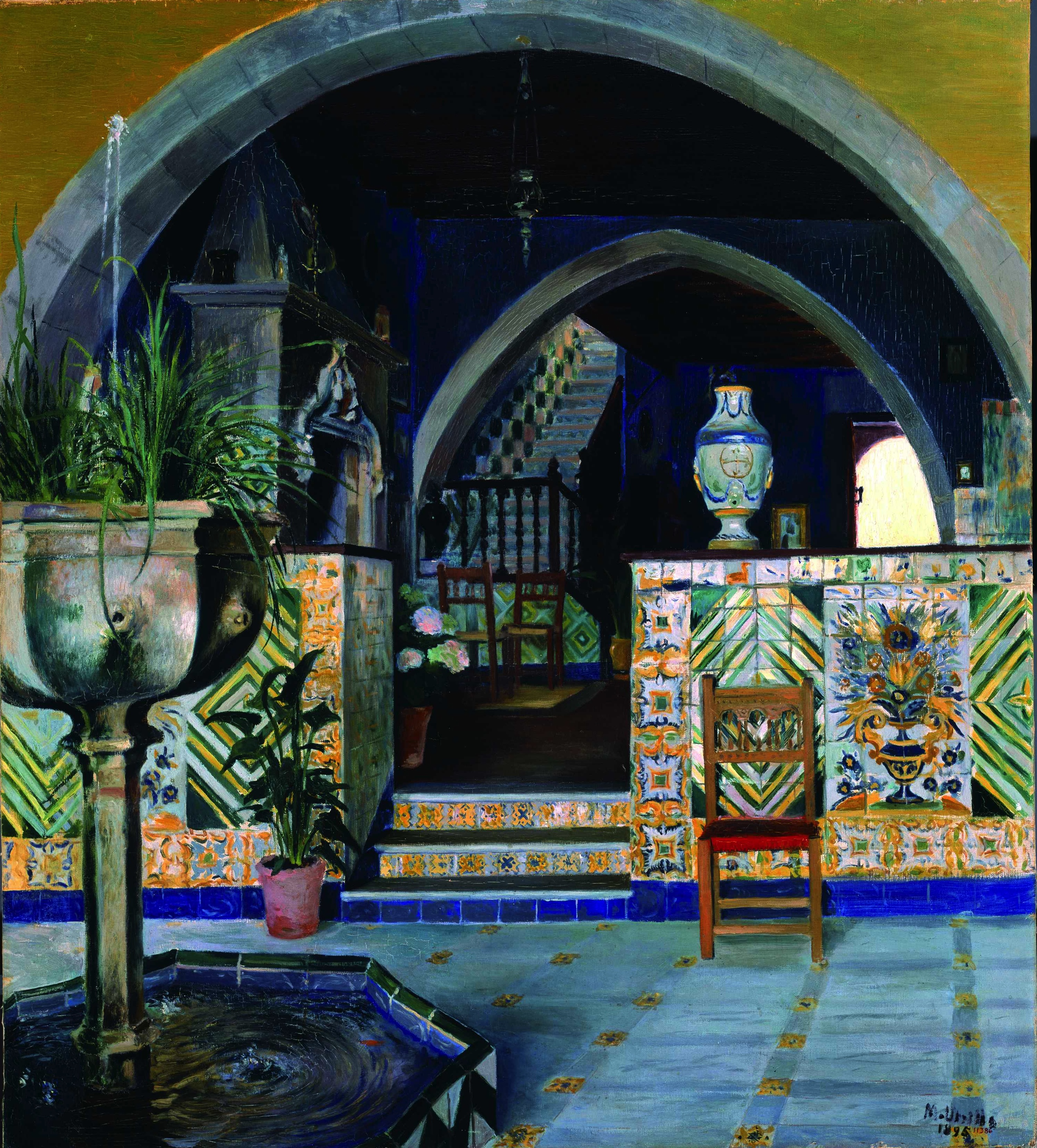
Интерьер кафе Феррат, работы М.Утрильо
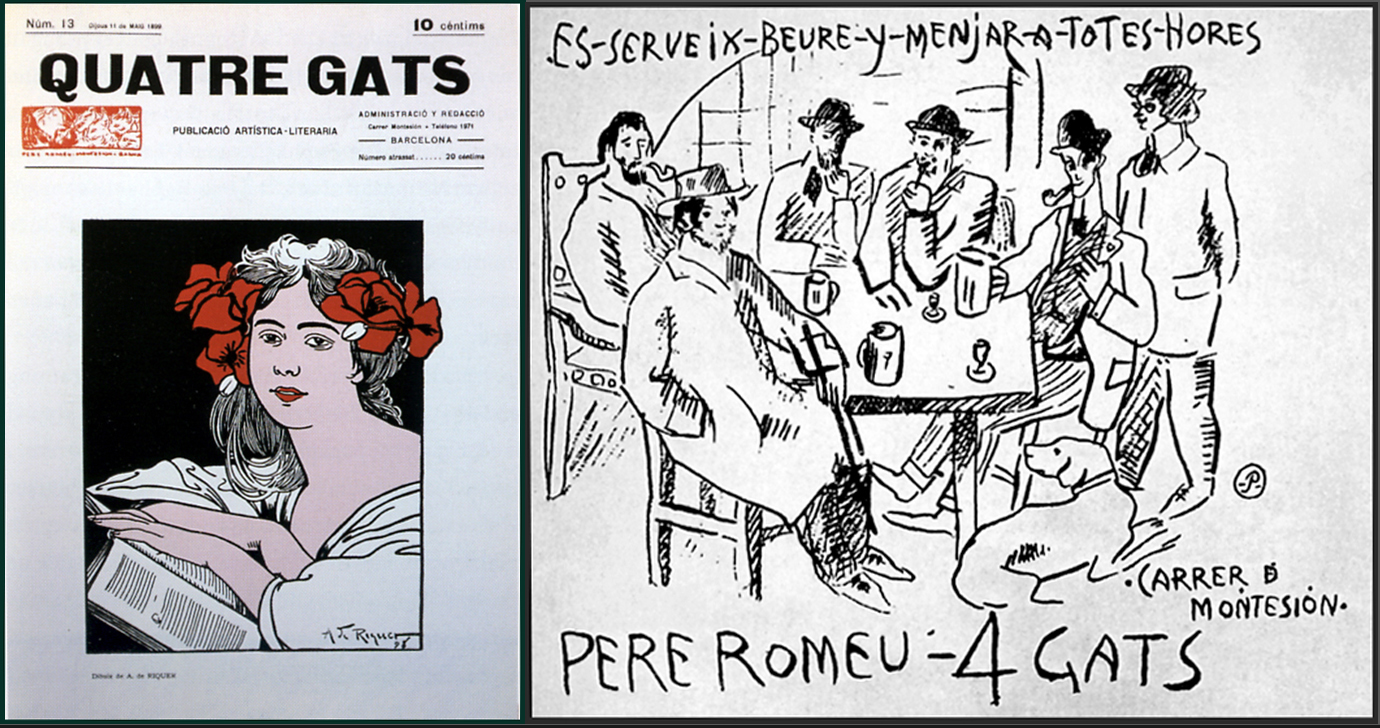
Модернистский журнал «Четыре кота» с иллюстрациями М.Утрильо (1899)